# Cabaret Vauban
Le Vauban est une salle de concerts. Le bâtiment est situé en plein cœur de Brest. L’Espace Vauban réunit l’hôtel, entièrement rénové en 2010, la brasserie, le bar et la salle de concert ainsi qu'une salle de réception.

## Historique
L'endroit est dès le départ diversifié dans l'offre de concerts, organisés par des associations, dont la programmation de Pen ar Jazz. « Jazz à Vauban existait avant Penn ar Jazz et proposait dans les années 80 une programmation qui s'est arrêtée puis diverses raisons », commente Janick Tilly, administratrice de l'association, dans le livre Les musiques actuelles en Bretagne. Jazz, musiques nouvelles et musiques improvisées sont les tendances qui s'affichent par la suite entre les murs du Vauban qui ont des oreilles, celles acquises à Louis Sclavis, Marcel Azzola, Aldo Romano, Ramón López, William Parker, Carlos Zingaro, Jean-Philippe Lavergne, Matmatah... Des oreilles attentives à la révolution locale qui s'est opérée en matière de courants d'art sonore avec le festival Luisances, dédié à toutes les audaces improvisées. Il y a aussi La Dynamo, soirée pour scène ouverte.

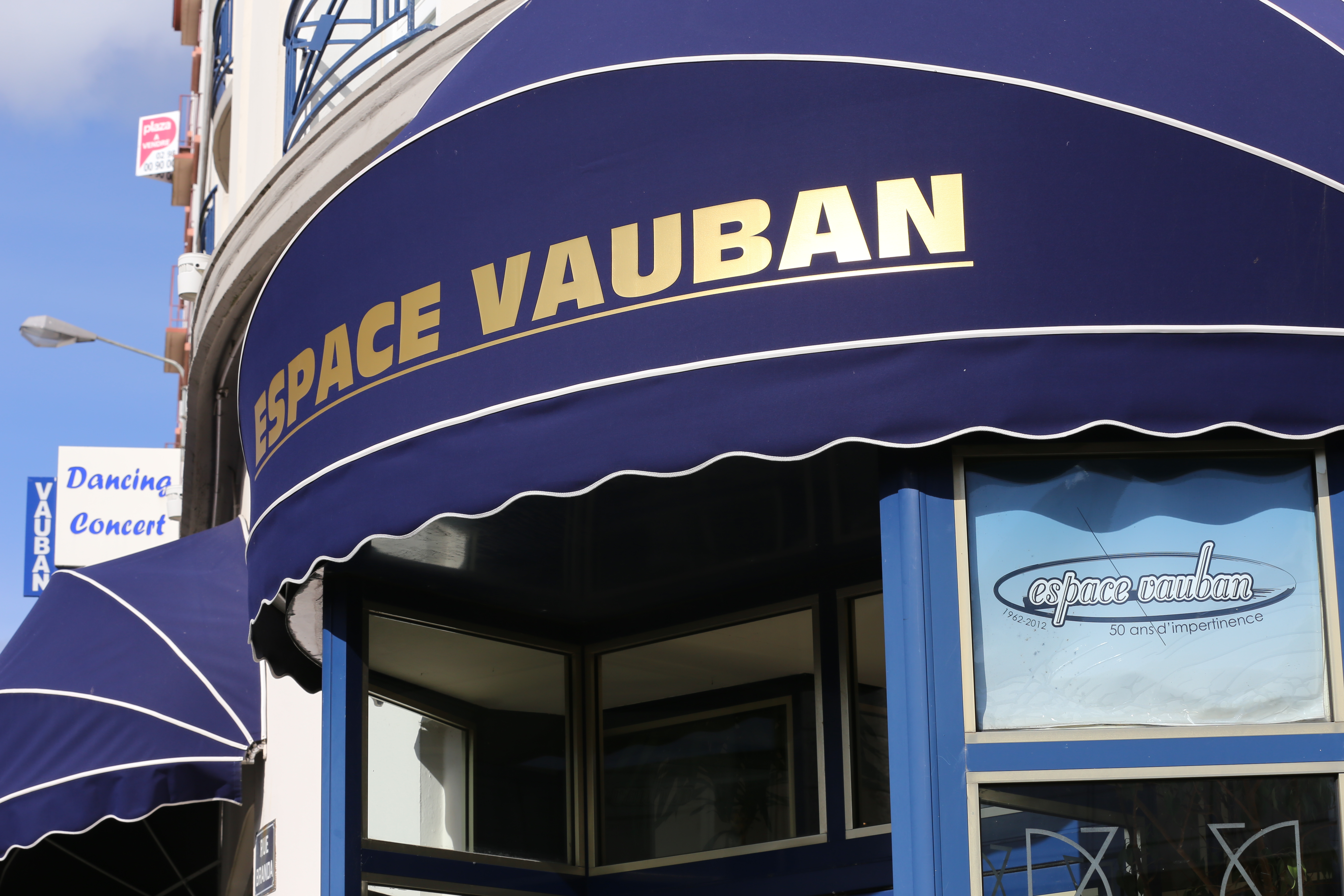
Entrée
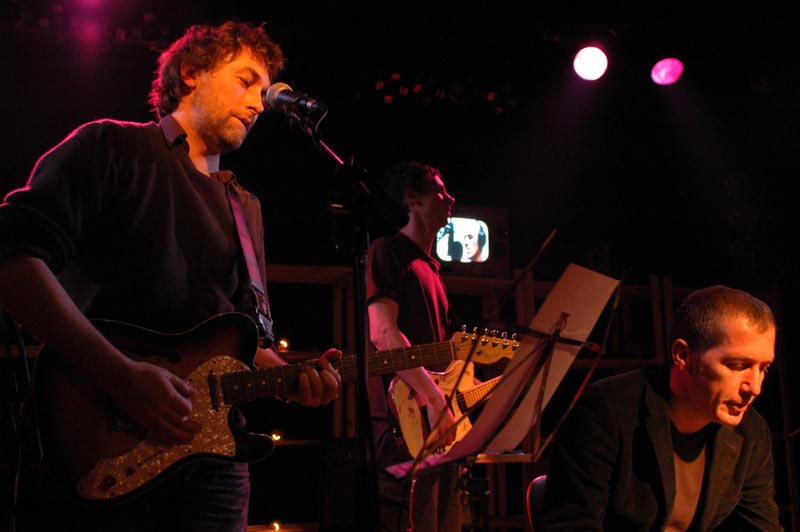
Yann Tiersen et Miossec en 2005
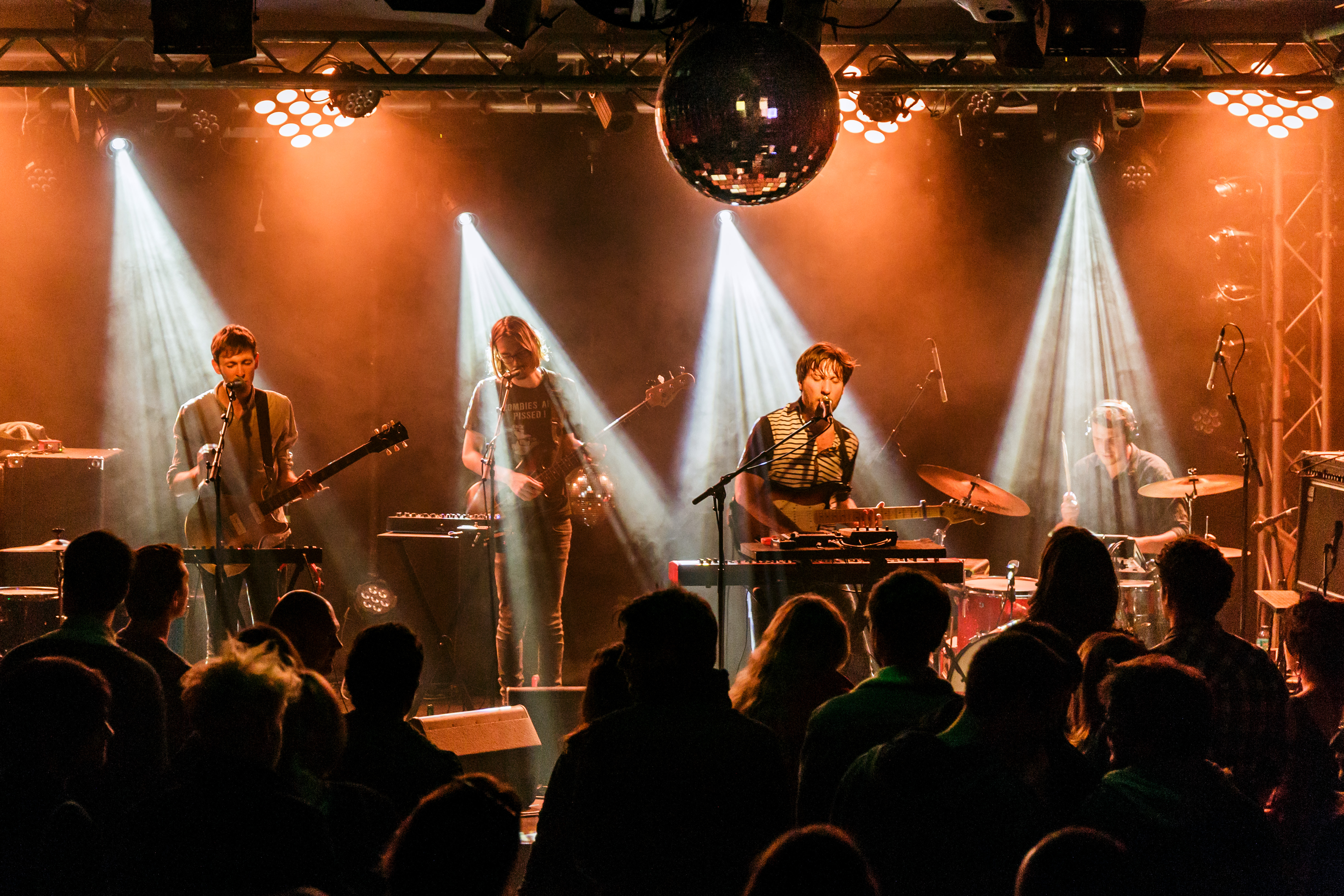
Festival Les Inattendus 2016

## Vidéographie

### Clips
- 1998 : Lambé An Dro de Matmatah
- 2004 : Comme si de rien n'était de Matmatah
- 2015 : Samedi soir au Vauban de Christophe Miossec